# Sam Rice
Edgar Charles Rice (Morocco, Indiana, 20 de febrero de 1890-Leisure World, Maryland, 13 de octubre de 1974), más conocido como Sam Rice, fue un jugador profesional estadounidense de béisbol que se desempeñó en la posición de jardinero derecho en las Grandes Ligas de Béisbol (MLB). Es miembro del Salón de la Fama del Béisbol.

## Carrera
Rice jugó como profesional 19 temporadas en Washington Senators (1915-1933), después pasó a Cleveland Guardians, donde jugó una temporada (1934), y fue el equipo en el que se retiró.

## Reconocimiento
En 1963, ingresó como miembro al Salón de la Fama del Béisbol.